# Villers-Faucon
Villers-Faucon – miejscowość i gmina we Francji, w regionie Hauts-de-France, w departamencie Somma.
Według danych na rok 2011 gminę zamieszkiwały 654 osoby, a gęstość zaludnienia wynosiła 57 osób/km² (wśród 2293 gmin Pikardii Villers-Faucon plasuje się na 425. miejscu pod względem liczby ludności, natomiast pod względem powierzchni na miejscu 358.).